# Movierte Namen
Ein movierter Name ist ein Name, der aus einem Namen mit anderem Geschlecht abgeleitet (moviert) ist. Während viele weibliche Namen(sformen) aus männlichen Namen oder Wörtern abgeleitet sind, findet sich der umgekehrte Fall selten:
- Adam: von adamá („die Erde“)[1]
- Ambrosius: „der Unsterbliche“, von Ambrosia (Götterspeise, die Unsterblichkeit verleiht)
- Amin (arabischer Männername): abgeleitet von Amina (Mutter Mohammeds)
- Andreas: von andreia (f.) Tapferkeit, Tüchtigkeit (?) oder von andreios, -a, -on (= dem entsprechenden Adjektiv; dies ist von aner, andros = „Mann“ abgeleitet)
- Athenagoras: von der Göttin Athena
- Cyprian, Cyprianus: von der (femininen) Insel Cypros (?), zugleich ein Beiname der Göttin Aphrodite (das gilt selbst dann, wenn der Name der Insel seinerseits so entstanden ist); der Inselname  kommt von altgriechisch kypron „Kupfer“, seinerseits (vermutlich als Bezeichnung vom Anfang der Bronzezeit/Kupferzeit her) stammverwandt mit kopron „Kot“, so dass Zypern die „Kupferinsel“ heißt
- Demetrius: zur Göttin Demeter gehörig
- Epaphroditus: „nach Aphrodite“ (Brief des Paulus an die Philipper 2,25; 4.18)
- Eusebios, Eusebius: von eusebeia (f.) „Frömmigkeit“ (?)
- Feoktistow: von Theotokos (Gottesgebärerin)
- Herakles: „Ruhm der Hera“
- Heraklit: von Hera
- Herodot: „Geschenk der Hera“ (?)
- Irenäus: wohl nach der Friedensgöttin Eirene
- Junia(s): könnte auch als Männername vorkommen und von der Göttin Juno abgeleitet sein; Junias kommt im Brief des Paulus an die Römer 16,7 vor; dazu der Kommentar in der Luther-Übersetzung 1984: „Der griechische Text erlaubt keine Entscheidung, ob der Name Junias oder (weiblich) Junia lautet. In der alten Kirche und noch bis ins 13. Jahrhundert wurde er als Frauenname verstanden (vgl. das Ehepaar Aquila und Priska in Vers 3).“
- Marian, Marianus: vermutlich manchmal zur Ehre Marias, der Mutter Jesu – unabhängig davon, ob der Name auch in klassischer Zeit als Weiterentwicklung von Marius existiert hat
- Nostradamus: bürgerlicher Name Michel de Nostredame (1503–1566)
- Panagiotis: neugriechische Wortbildung von Panagia „die Allheilige“ (Gottesgebärerin)